# Benjamin Kibebe
Benjamin Kibebe (født 13. august 1981) er en tidligere svensk-etiopisk professionel fodboldspiller, der senest har spillet for FC Midtjylland.

## Karriere
Kibebe kom til Tromsø IL i 2005, efter at han havde spillet fem sæsoner for svenske AIK. Han forlod Tromsø IL til fordel for Aalesunds FK i 2006. 

### FC Nordsjælland
Han kom til FC Nordsjælland i 2008 og scorede det første mål i en UEFA Cup-kamp mod den skotske klub Queen of the South FC. Han skiftede i 2010 til FC Luzern i Schweiz på en tre-årig kontrakt. I starten af juni 2012 blev Kibebe løst fra sin kontrakt med Luzern, og kunne skifte på en fri transfer til den danske klub FC Midtjylland på en 1-årig kontrakt.

### FC Midtjylland
I sommeren 2012 lavede Superligaklubben FC Midtjylland en et-årig kontrakt med Kibebe. Han blev dog løst fra sin kontrakt med klubben efter seks måneder, da opholdet i FC Midtjylland ikke levede op til Kibebes forventninger.
Den 22. marts 2013 efter Benjamin var kontraktløs, valgte han at indstille karrieren.

### Landshold
Han har spillet en kamp for det svenske landshold, samt syv aldersbaserede internationale kampe.